# Langsee (Nürnberg)

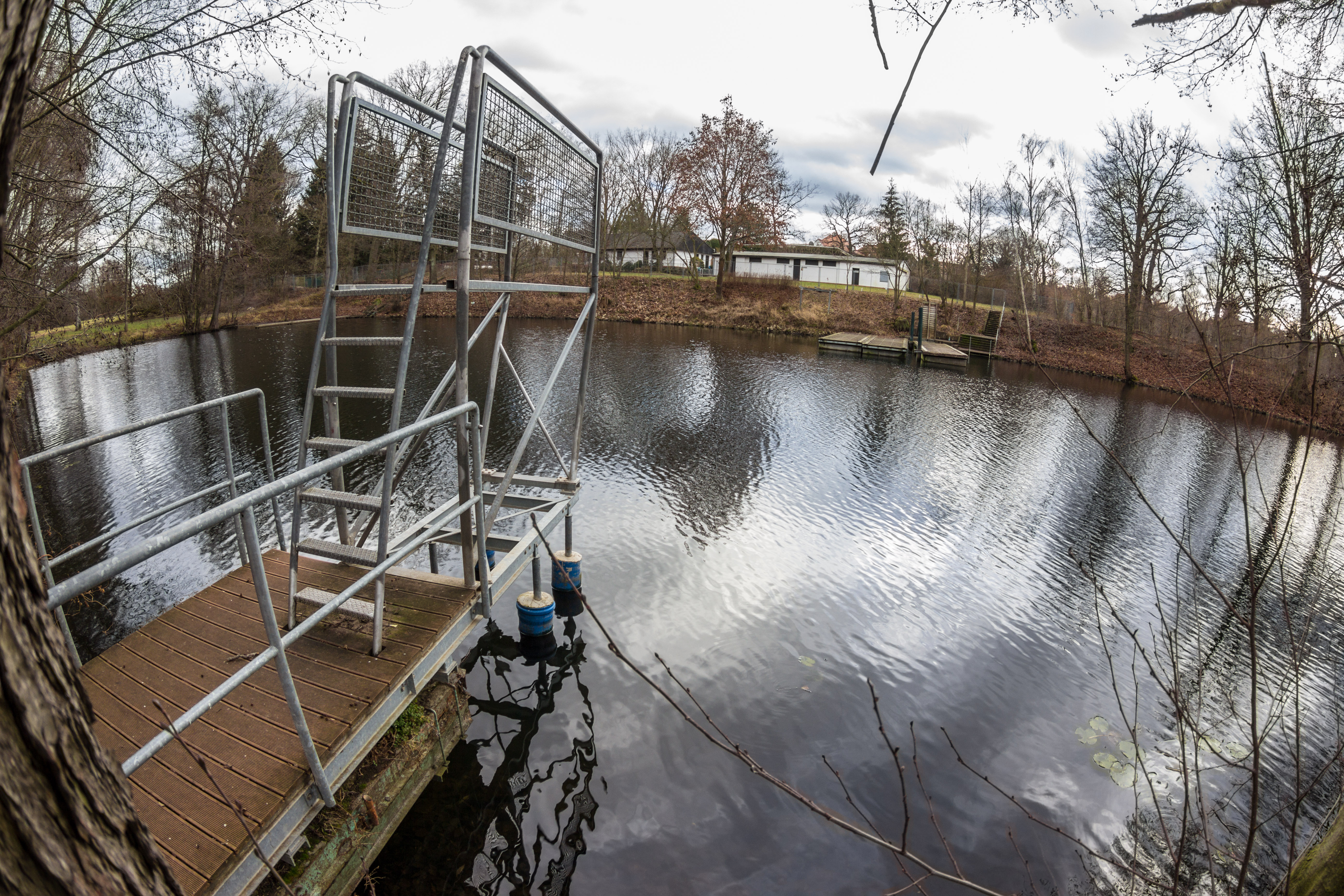
Langsee mit Sprungbrett

Der Langsee ist ein Badesee im Nürnberger Stadtteil Mögeldorf. Er ist etwa 100 m lang und bedeckt eine Wasserfläche von ca. 2400 m².
Das Freibad Langsee wird seit 1921 vom TSV 1846 Nürnberg e. V. betrieben.

## Lage und Besonderheiten
Der See befindet sich neben der Pegnitz, hat aber keine Verbindung zum Fluss. Er liegt etwas nördlich vom Wöhrder See direkt an der Route des Fünf-Flüsse-Radwegs bzw. des Pegnitz-Radwegs (Beschilderung „Pegnitztal - Ost“).
Der Langsee wird aus mehreren unterirdischen Quellen mit Grundwasser gespeist. Daher ist der Langsee im Vergleich zu anderen Seen merklich kühler.
Da die baumbestandenen Ufer steil abfallen und der See bis zu 7 m tief ist, ist er nur für Schwimmer geeignet. Für diese gibt es fünf verschiedene Einstiegsmöglichkeiten sowie ein ca. 2 m hohes Sprungbrett. Außerdem reichen zwei Stege in den See. Eine schwimmende Pontonbrücke kürzt den Weg zur Liegewiese ab. Für Nichtschwimmer bzw. Kinder gibt es ein gesondertes solarbeheiztes Becken sowie ein Planschbecken.
Einmal pro Jahr findet im Langseebad das traditionelle Seefest statt, dessen Höhepunkt ein Fischerstechen ist.
Ein kleiner Bereich am Westrand des Sees, der von Gelben Teichrosen bedeckt wird, ist Rückzugsgebiet für die Fische, besonders wenn an heißen Tagen viele Schwimmer das Wasser bevölkern. Am Ufer wachsen im Frühling zahlreiche gelbe Sumpf-Schwertlilien, im Sommer folgt der Blut- und der Gilbweiderich. Im Uferbereich des Sees halten sich im Sommer verschiedene Libellenarten auf.
Am See befindet sich eine weiträumige Liege- sowie Spielwiese mit Beach-Volleyball-Feld und ausgewiesenem FKK-Bereich.
Da der Langsee zwischen 2004 und 2006 aufgrund von gesundheitsschädlicher Blaualgenvermehrung für den Badebetrieb mehrfach gesperrt werden musste, hat die Stadt Nürnberg ein umfangreiches Sanierungskonzept beschlossen. Dies beinhaltet sowohl die Entschlammung des Sees als auch den Einsatz einer Pelicon-Anlage, welche eine Phosphatreduzierung des Wassers chemisch bewirkt.

## TSV 1846 Nürnberg
Der TSV 1846 Nürnberg e. V. ist ein 1846 gegründeter Sportverein und damit der älteste Sportverein in Bayern.

### Sportarten
Neben Schwimmen und Handball werden vom Verein auch American Football, Badminton, Bouldern, Eiskunstlauf, Fußball, Gardetanz, Schwerkampfkunst, Laufsport, Leichtathletik, Rhythmische Sportgymnastik, Richtig Fit, Taekwondo, Taijiquan, Tennis und Turnen angeboten.

### Handball
1920 war das Gründungsjahr der Handballabteilung des TSV 1846. Die TSV-Handballer nehmen am Spielbetrieb des Bayerischen Handballverbandes (BHV) teil. Die größten Erfolge der Abteilung waren 1984 die Nordbayerische Landesligameisterschaft, der Aufstieg in die Handball-Bayernliga, die Bayerische Meisterschaft 1985, der damit verbundene Aufstieg in die dritthöchste Spielklasse und die Vizemeisterschaften 1986, 1988, 1992 (Nord/Ost) in der 3. Liga (RL-Süd). Das erste Damenteam und die erste Herrenmannschaft spielen 2024/25 beide in der Bezirksliga (Mittelfranken).